# Fan Bingbing
Fan Bingbing (mandaryński: Fàn Bīngbīng, kantoński: Faan6 Bing1 Bing1, ur. 16 września 1981 w Qingdao) – chińska aktorka, piosenkarka.
Zasiadała w jury konkursu głównego na 70. MFF w Cannes (2017) oraz na 75. MFF w Berlinie (2025).
1 lipca 2018 Bingbing zaginęła bez wieści, jednak odnalazła się trzy miesiące później i wydała oświadczenie, w którym przyznała się do zalegania z podatkami i matactwa w rozliczeniach podatkowych na kwotę 42 mln dolarów amerykańskich. Zdarzenie miało związek z kampanią walki z korupcją zainicjowaną przez przewodniczącego ChRL Xi Jinpinga.

## Filmografia

### Jako aktorka
Źródło: Filmweb
- My Way – Shirai
- Shaolin – Yan Xi, żona Hao Jie
- Stretch – Pamsy
- Ma-i We-i
- Rizhao Chongqing – Zhu Qing
- Yuet gwong bo hup
- Mei loi ging chaat – Millie
- Dong Feng Yu – Huan Yan
- Guan Yin Shan
- Zhao Shi Gu Er
- Incydent – Lily
- Fei chang wan mei – Anna
- Strażnicy i zabójcy – Yuet-yu
- Mai tian – Li
- Jing mou moon
- Tao hua yun
- Dao huo xian – Julie
- Ai qing hu jiao zhuan yi – Chen Xiaoyu
- Gei sun yan – Cheung Yung
- Hup yeu ching yan – Joe
- Zagubieni w Pekinie – Liu Pingguo
- Xin zhong you gui – Xu Manli
- Siedem potęg – Yi Yue
- Niebezpieczna kraina – księżniczka Xiaoshan
- Ostrze róży – Red Vulture
- Shou ji – aktorka
- Ngo ga yau yat chek hiu dung shut
- Dorwać Wattsa – Bai

### Jako producent
Źródło: Filmweb
- Jin Da Ban

### Muzyka do filmów
Źródło: Filmweb
- Jin Da Ban

### Seriale
Źródło: Filmweb
- Feng shen bang 2 – Bogini Księżyca
- Jin Da Ban – pani Chin (Jin Zhao Li)
- Huan zhu ge ge – Jin Suo

## Nagrody i wyróżnienia
Fan w 2010 zajęła dziesiąte miejsce w notowaniu China Celebrity 100 prowadzonym przez „Forbes”. W 2010 wystąpiła na 63. MFF w Cannes.
Na 23. MFF w Tokio, Fan otrzymała nagrodę dla najlepszej aktorki za rolę w Buddha Mountain, wyreżyserowanym przez Li Yu, który zdobył nagrodę Best Artistic Contribution Award.